# CAMS 37
Die CAMS 37 war ein Mitte der 1920er Jahre von Chantiers Aéro-Maritimes de la Seine in Frankreich gefertigtes Flugboot und Amphibienflugzeug. Der Doppeldecker wurde ursprünglich als militärischer Seeaufklärer entwickelt, danach jedoch auch in unterschiedlichen Versionen für die zivile Luftfahrt hergestellt.

## Geschichte
Es war der erste Entwurf von Maurice Hurel, der als neuer Chefkonstrukteur bei CAMS tätig war. Der Prototyp hatte seinen Erstflug Anfang 1926 und wurde im selben Jahr auf der Pariser Luftfahrtschau präsentiert. Die erste Serienversion mit offenem Cockpit war die amphibische Version CAMS 37A, die von der französischen Marine und der portugiesischen Regierung gekauft wurde. Von der 37A wurden alleine 185 Stück ausgeliefert.
Die CAMS 37 war ein konventionelles Doppeldecker-Flugboot und in der Auslegung sehr ähnlich zu den vorhergehenden CAMS-Konstruktionen. Angetrieben wurden die CAMS 37 von einem W-Motor, ein Hubkolbenmotor mit drei Zylinderreihen der Baureihe Lorraine 12Ed mit einer Leistung von 331 kW (450 PS) und einem Druckpropeller. Die Motorgondel wurde auf Streben zwischen der unteren und oberen Tragfläche montiert. Die 37 wurde sowohl in Holzbauweise als auch in Ganzmetallversionen hergestellt.
Insgesamt wurden von der Serie 37 bei CAMS rund 340 Stück hergestellt.
Außerhalb Europa war der Typ CAMS 37/11 Trainer im Einsatz, in Tahiti bis zum 15. Januar 1941 und in Indochina bis 1942. Von der Baureihe 37/11 wurden 110 Stück gefertigt. Die CAMS 37 war auch eines der ältesten Flugboote, das während des Zweiten Weltkriegs zum Einsatz kamen.

## Varianten
- CAMS 37,  Prototyp (1 Exemplar)
- CAMS 37A,  Amphibische Version (Einziehfahrwerk zur Landnutzung) (185 gebaut)
- CAMS 37/2, (auch als 37E bekannt) eine reine Flugbootversion mit Modifizierungen aus der Serie 37A  (45 gebaut)
- CAMS 37A/3,  verstärkter Rumpf  (2 gebaut)
- CAMS 37A/6,  geschlossene Kabine, Transportversion für die französische Marine  (3 gebaut)
- CAMS 37A/7, (auch als 37Lia bezeichnet)  Amphibien/Verbindungsflugzeug (36 gebaut)
- CAMS 37A/9, mit Metallrumpf,  als Offiziers Transportflugboot der französischen Marine

- CAMS 37/10, Version für Katapultstart von Schiffen (2 gebaut)
- CAMS 37/11, Trainer Version (110 baut)
- CAMS 37/12, Zivilversion mit geschlossener viersitziger Kabine (1 gebaut)
- CAMS 37/13, (auch als CAMS 37bis bezeichnet) mit Metallrumpf Version für Katapultstart von Schiffen
- CAMS 37GR (Grand Raid), Langstrecken Version (1 gebaut)

## Technische Daten

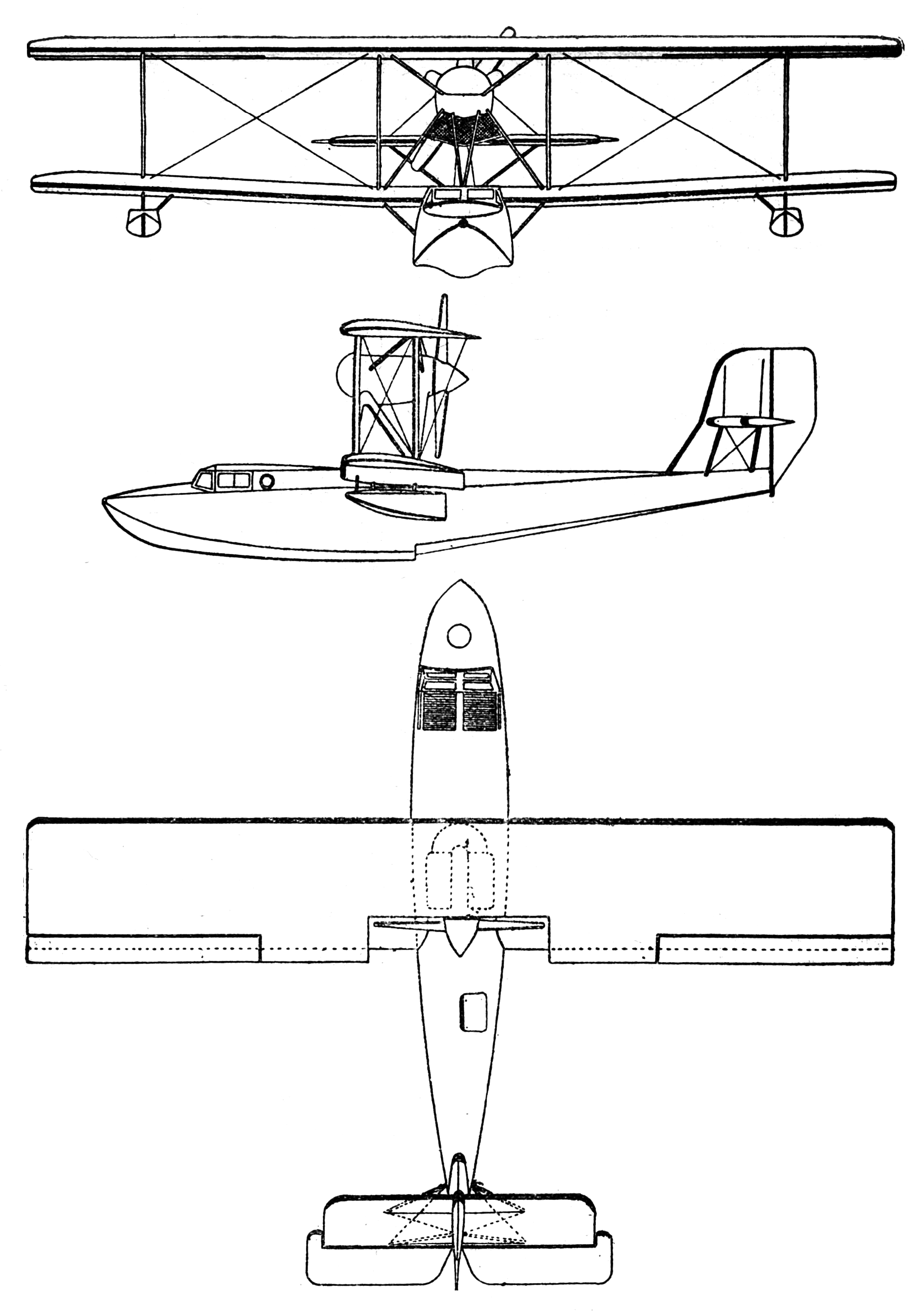
Dreiseitenansicht

| Kenngröße                  | Daten (CAMS 37/2)                            | Daten (CAMS 37/6)                              |
| -------------------------- | -------------------------------------------- | ---------------------------------------------- |
| Besatzung                  | 3                                            | 3                                              |
| Länge                      | 11,43 m                                      | 11,37 m                                        |
| Spannweite                 | 14,50 m (oben und unten)                     | 14,50 m (oben und unten)                       |
| Höhe                       | 4,20 m                                       |                                                |
| Flügelfläche               | 59,9 m²                                      | 59,9 m²                                        |
| Flächenbelastung           | 50 kg/m²                                     | 50 kg/m²                                       |
| Leistungsbelastung         | 6,7 kg/PS                                    | 6,7 kg/PS                                      |
| Flächenleistung            | 7,5 PS/m²                                    | 7,5 PS/m²                                      |
| Rüstmasse                  | 2170 kg                                      | 2150 kg                                        |
| Startmasse                 | normal 3000 kg maximal 3125 kg               | normal 3000 kg maximal 3125 kg                 |
| Triebwerk                  | 1 × Zwölfzylinder-W-Motor Lorraine 12Ed      | 1 × Zwölfzylinder-W-Motor Lorraine 12Ed        |
| Startleistung Nennleistung | 500 PS (368 kW) 450 PS (331 kW)              | 500 PS (368 kW) 450 PS (331 kW)                |
| Kraftstoffvolumen          | 420 kg                                       | 420 kg                                         |
| Höchstgeschwindigkeit      | 175 km/h in 1000 m Höhe                      | 185 km/h in 1000 m Höhe                        |
| Landegeschwindigkeit       | 85 km/h                                      | 85 km/h                                        |
| Steigzeit                  | 8 min auf 1000 m Höhe 19 min auf 2000 m Höhe | 6,5 min auf 1000 m Höhe 13 min auf 2000 m Höhe |
| Reichweite                 | 1200 km                                      | 850 km                                         |
| Dienstgipfelhöhe           | 3400 m                                       | 3800 m                                         |
| Flugdauer                  | 6 h                                          |                                                |
| Bewaffnung                 | je ein Zwillings-MG im Bug- und Rückenstand  | je ein Zwillings-MG im Bug- und Rückenstand    |
| Abwurfmunition             | 125 kg                                       | 210 kg                                         |

## Sonstiges
Weltweit bekannt wurde die CAMS 37/10 durch die Katapultstarts auf See vom Transatlantikliner SS Île de France am 23. August 1928. Eine weitere bekannte Aktion des Flugzeuges war der Langstreckentestflug des Werkspiloten René Guilbaud, der eine Strecke von 22.600 km in 38 Abschnitte ohne Zwischenfälle im Jahre 1927 zwischen dem Mittelmeer und Afrika zurücklegte.